# Cantó de Montfort-l'Amaury
El cantó de Montfort-l'Amaury és un antic cantó francès del departament d'Yvelines, que estava situat al districte de Rambouillet. Comptava amb 29 municipis i el cap era Montfort-l'Amaury.
Va desaparèixer al 2015 i el seu territori es va dividir entre el cantó d'Aubergenville i el cantó de Plaisir.

## Municipis
- Auteuil
- Autouillet
- Bazoches-sur-Guyonne
- Béhoust
- Beynes
- Boissy-sans-Avoir
- Flexanville
- Galluis
- Garancières
- Goupillières
- Grosrouvre
- Jouars-Pontchartrain
- Marcq
- Mareil-le-Guyon
- Méré
- Les Mesnuls
- Millemont
- Montfort-l'Amaury
- Neauphle-le-Château
- Neauphle-le-Vieux
- La Queue-les-Yvelines
- Saint-Germain-de-la-Grange
- Saint-Rémy-l'Honoré
- Saulx-Marchais
- Thoiry
- Le Tremblay-sur-Mauldre
- Vicq
- Villiers-le-Mahieu
- Villiers-Saint-Fréderic

## Història
| Data d'elecció                           | Identitat             | Partit                                  | Qualitat |
| ---------------------------------------- | --------------------- | --------------------------------------- | -------- |
| 1945-1949                                | Pierre Corby          | Divers droite                           |          |
| 1949-1964                                | Marcel Erhard         | Divers droite                           |          |
| 1964-1992                                | Antoine de la Panouse | Divers droite, després UDR, després RPR |          |
| 1992-1998                                | Guy Denormandie       | UDF-DL                                  |          |
| 1998-                                    | Hervé Planchenault    | RPR, després UMP                        |          |
| les dades anteriors no són pas conegudes |                       |                                         |          |
|                                          |                       |                                         |          |

## Demografia
| A partir de 1990: Població sense dobles comptes |